# Яновиці-Рачицькі
Яновиці-Рачицькі (пол. Janowice Raczyckie) — село в Польщі, у гміні Ґнойно Буського повіту Свентокшиського воєводства.
Населення — 155 осіб (2011).
У 1975-1998 роках село належало до Келецького воєводства.

## Демографія
Демографічна структура на день 31 березня 2011 року:
|          | Загалом | Допрацездатний вік | Працездатний вік | Постпрацездатний вік |
| -------- | ------- | ------------------ | ---------------- | -------------------- |
| Чоловіки | 89      | 14                 | 65               | 10                   |
| Жінки    | 66      | 13                 | 35               | 18                   |
| Разом    | 155     | 27                 | 100              | 28                   |